# Nu'utele
Nu'utele o la Nuutele es una isla que se compone de un anillo de tobas volcánicas situada a 1,3 kilómetros del extremo oriental de la isla de Upolu, en el país de Samoa. Es la más grande de las cuatro Islas Aleipata, con una superficie que alcanza 1,08 km².
Junto con Nu'ulua, una isla más pequeña del grupo Aleipata, las dos áreas son zonas importantes de conservación para algunas especies nativas de aves. Nu'utele posee las características de un terreno escarpado, con acantilados marinos verticales de hasta 180 m de altura.
Nu'utele sirve además es popular por sus características como fondo de la zona de playa de Lalomanu.